# Дом Конституции (Тебриз)
Дом Конституции Тебриза — представляет собой историческое здание, расположенное в Тебризе, Иран (провинция Восточный Азербайджан). В годы и после Конституционной революции 1905—1911 годов дом использовался как место сбора лидеров, активистов и сторонников движения. Именно поэтому в настоящее время здание функционирует как музей Конституции.

## История
Здание было построено в Тебризе в 1869 году по заказу Гаджи Мехти Кузеконани, активного участника Конституционной революции. С началом Конституционной революции и восстанием в городе Тебриз, Гаджи Мехти присоединился к революции и стал одним из главных финансистов революции. В то же время он использовал дом как место для встреч руководителей революции и местом для публикации подпольных газет конституционного движения.
Дом Конституции было местом, где собирались лидеры, активисты и сторонники революционного движения. Среди них наиболее известные Саттар-хан, Багер-хан, Секат-ол-Эслам Тебризи, сам основатель Гаджи Мехти Кузеконани и др.
Дом снова стал важным в истории сразу после Второй мировой войны, когда в нем располагался центр собраний Демократической партии Азербайджана. В 1975 году Дом Конституции был внесен в список культурного наследия Ирана. Позже здание стало музеем Конституции.

## Описание
Дом Конституции — двухэтажное здание с внутренними и внешними помещениями, выполненное в стиле архитектуры эпохи Каджаров. Дом построил знаменитый архитектор своего времени Гаджи Вали Мемар Тебризи. Расположено здание недалеко от Тебризского базара и Джума-мечеть.
В доме много комнат и залов. Самая красивая часть здания — коридор, украшенный мансардными окнами и цветным стеклом. На первом этаже выставлены статуи и бюсты, а также личные вещи, боевое оружие и мечи революционеров. Кроме того, здесь выставлены образцы газет, печатавшихся в здании, письма, фотографии периода революции и типография. Одна из комнат посвящена женщинам, участвовавшим в движении.

## Галерея

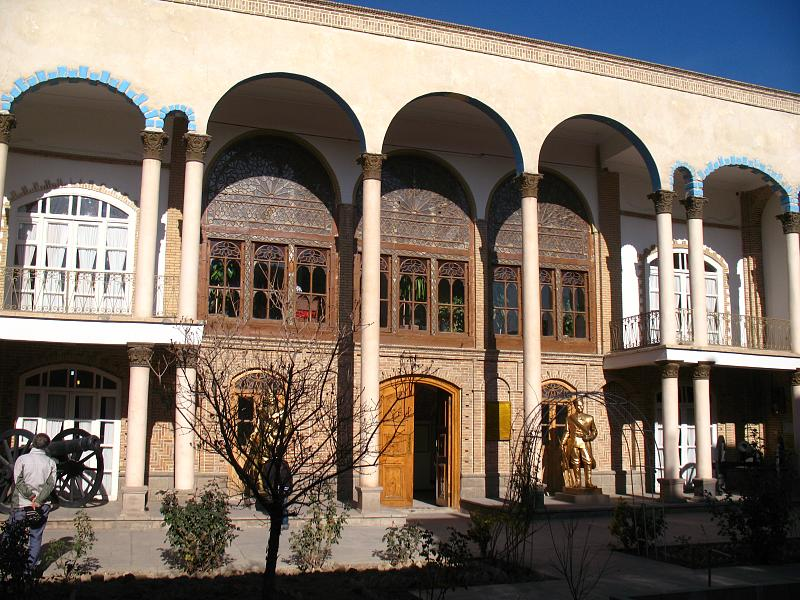
Передний фасад здания
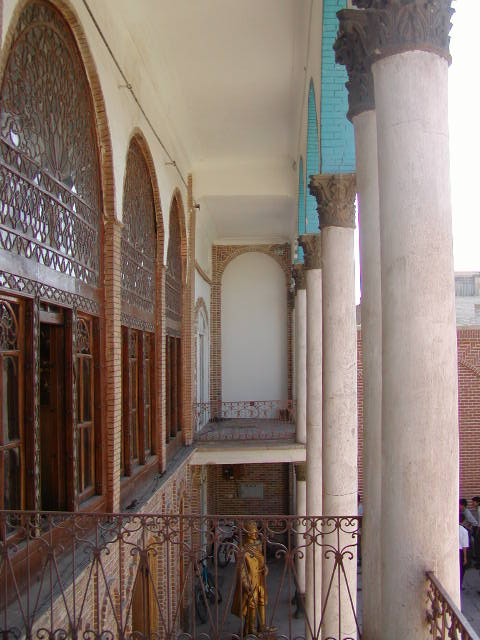
Вид со второго этажа
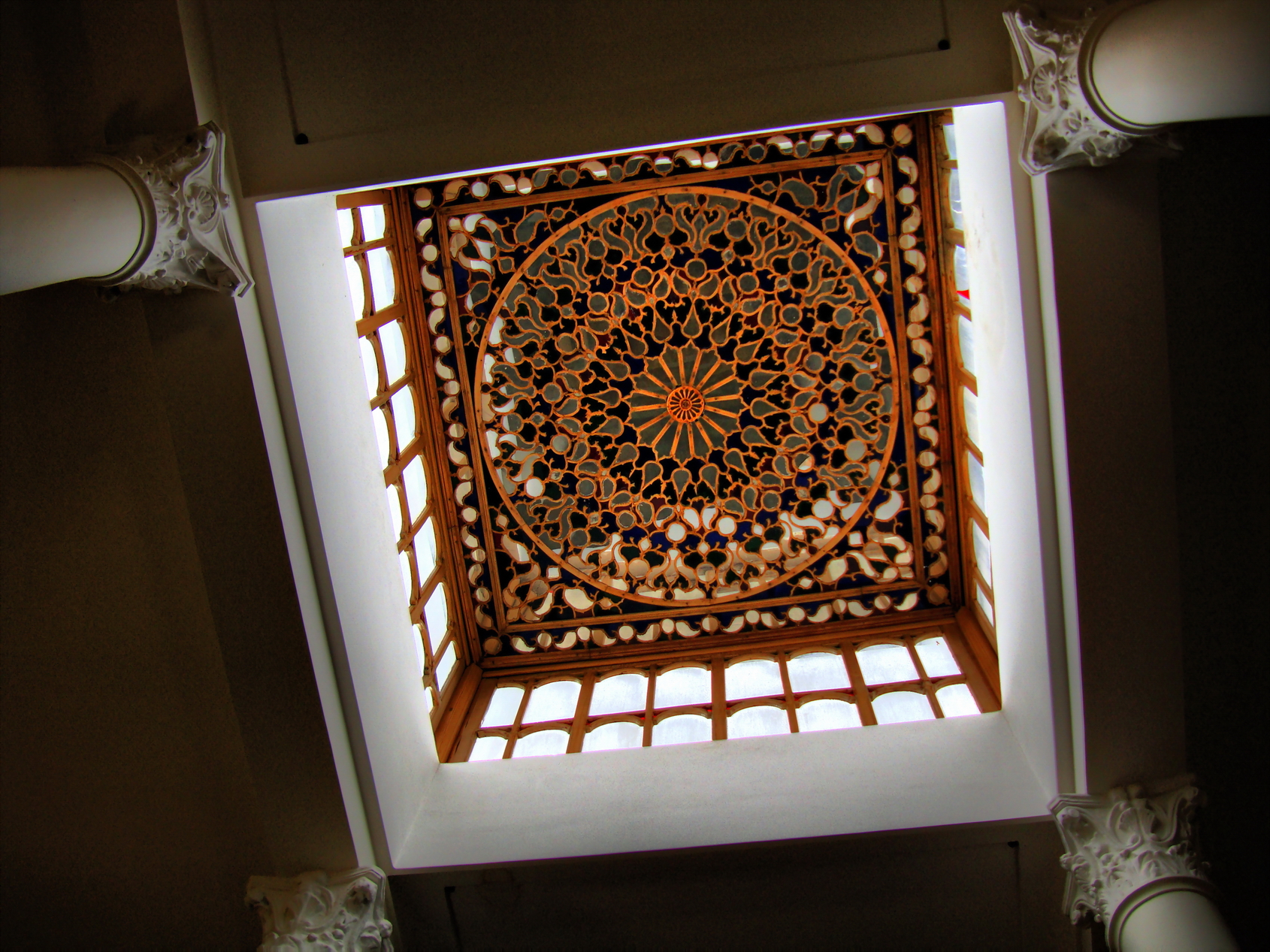
Потолок здания
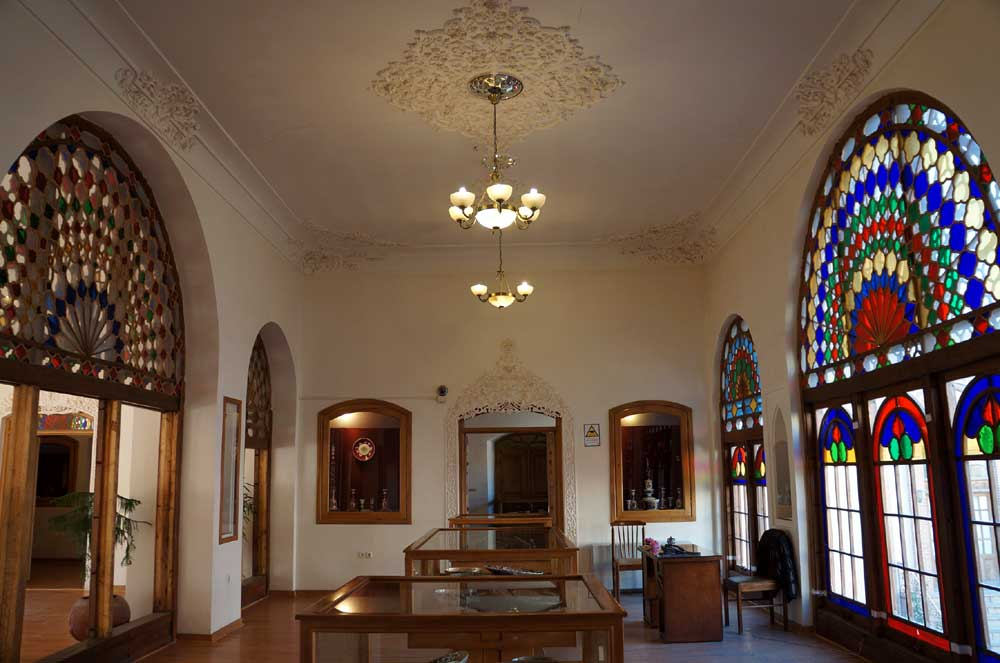
Внутренний интерьер
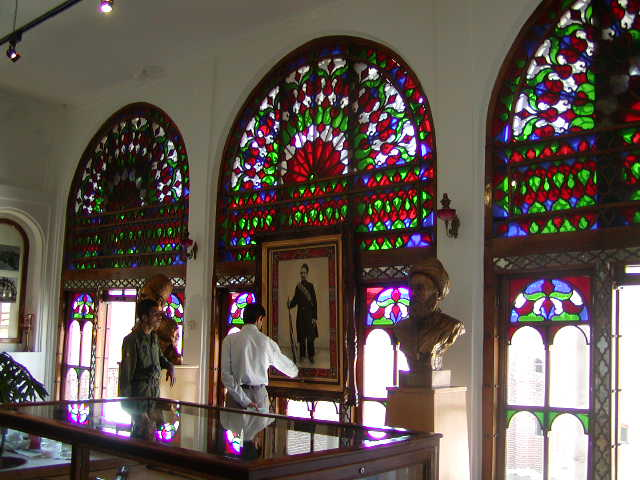
Внутренний интерьер
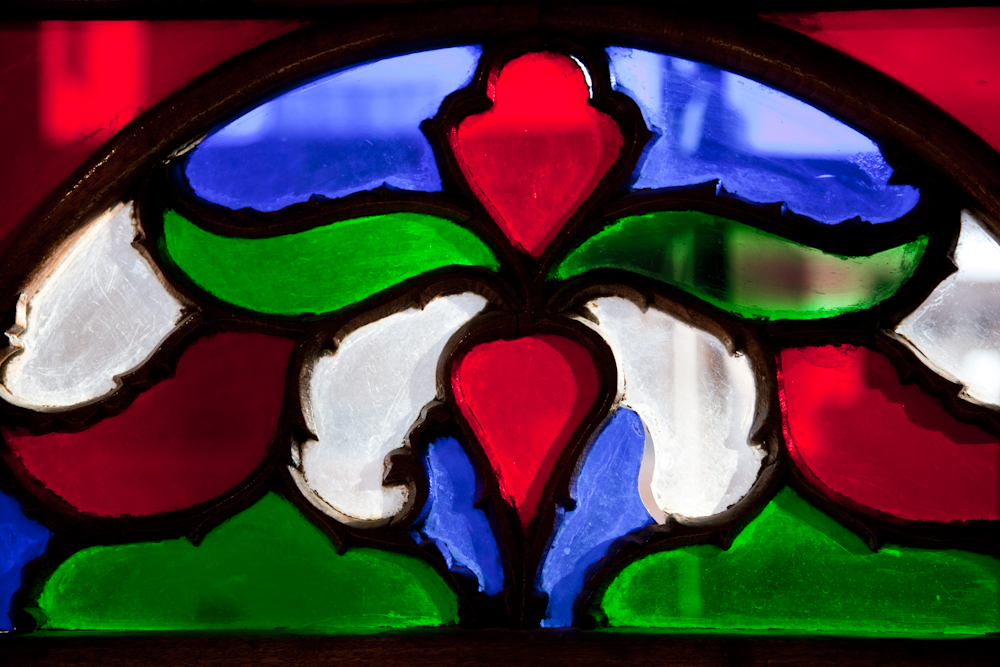
Окно дома
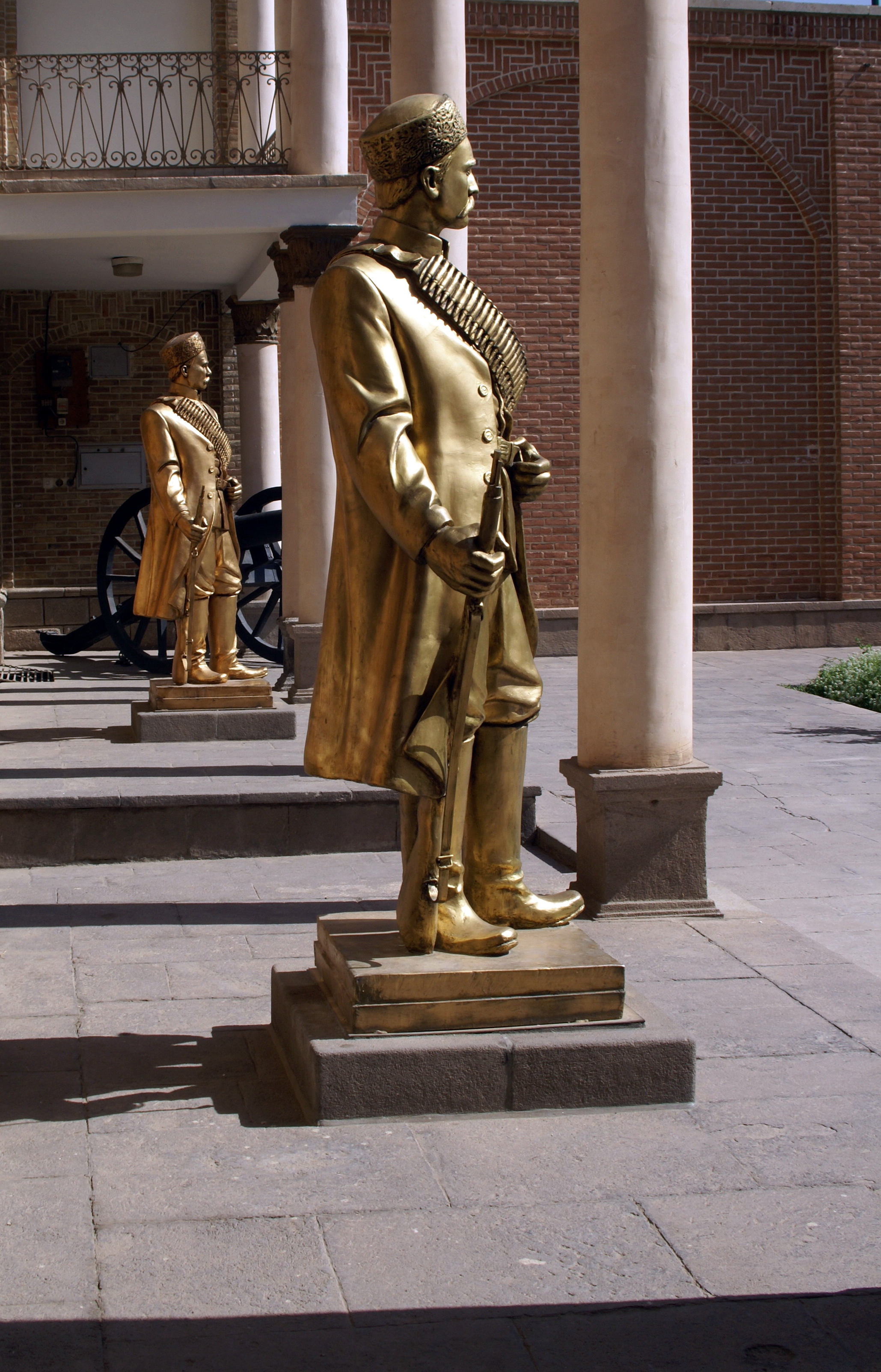
Статуя Саттар-хана у входа в здание
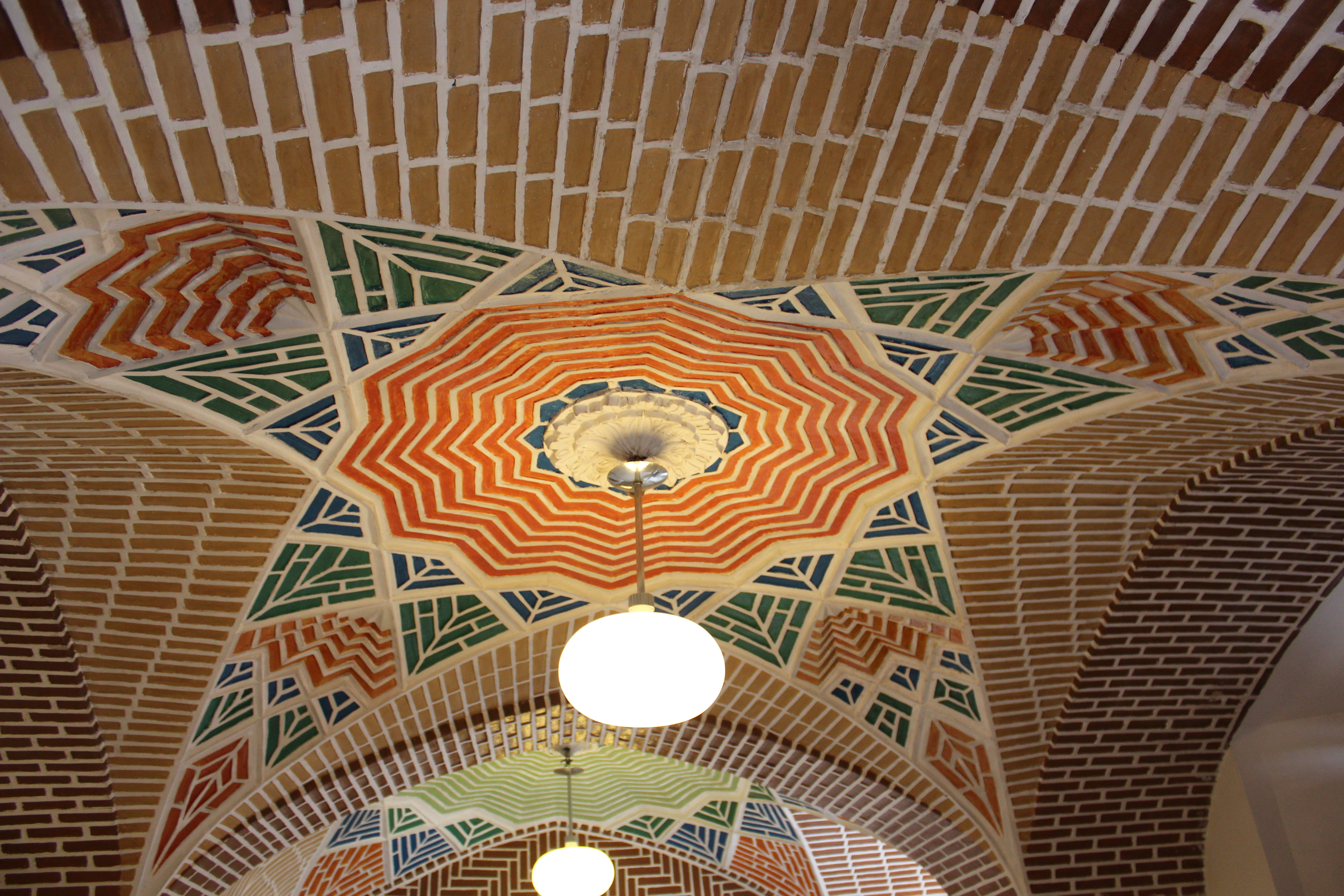
Интерьер здания